# PGC 3348
LEDA/PGC 3348, auch UGC 580, ist eine linsenförmige Radiogalaxie vom Hubble-Typ S0/a mit aktivem Galaxienkern im Sternbild Andromeda am Nordsternhimmel. Sie ist schätzungsweise 538 Millionen Lichtjahre von der Milchstraße entfernt und hat einen Durchmesser von etwa 195.000 Lichtjahren. Vom Sonnensystem aus entfernt sich das Objekt mit einer errechneten Radialgeschwindigkeit von näherungsweise 12.000 Kilometern pro Sekunde. Gemeinsam mit PGC 3355 bildet sie ein optisches Galaxienpaar.

## Galaktisches Umfeld
| Nr. | Galaxie                 | Alternativname            | Rek           | Dek           | Distanz/asec |
| --- | ----------------------- | ------------------------- | ------------- | ------------- | ------------ |
| →   | LEDA/PGC 3348           | UGC 580                   | 00/56/20.787  | +/13/51/43.65 | 0            |
| 1   | LEDA/PGC 1442838        | WISEA J005622.24+135217.3 | 00h56m22.186s | +13d52m17.44s | 39.81        |
| 2   | LEDA/PGC 3127033        | 2MASX J00562109+1351004   | 00h56m21.111s | +13d51m00.35s | 43.82        |
| 3   | LEDA/PGC 3355           | UGC 582                   | 00h56m23.011s | +13d52m34.76s | 60.44        |
| 4   | LEDA/PGC 1443382        | 2MASX J00561937+1353254   | 00h56m19.374s | +13d53m26.15s | 104.38       |
| 5   | LEDA/PGC 3127076        | 2MASX J00562596+1353355   | 00h56m26.007s | +13d53m35.90s | 135.50       |
| 6   | LEDA/PGC 1443623        | 2MASX J00562287+1353574   | 00h56m22.85s  | +13d53m57.5s  | 137.40       |
| 7   | LEDA/PGC 1443623        | 2MASX J00563379+1354235   | 00h56m22.85s  | +13d53m57.5s  | 247.77       |
| 8   | LEDA/PGC 1439632        | 2MASX J00562466+1345245   | 00h56m24.689s | +13d45m24.36s | 383.79       |
| 9   | LEDA/PGC 1438485        | 2MASX J00563969+1342571   | 00h56m39.702s | +13d42m57.11s | 594.54       |
| 10  | LEDA/PGC 1440600        | 2MASX J00553637+1347250   | 00h55m36.336s | +13d47m24.87s | 696.63       |
| 11  | 2MASX J00560054+1340361 | WISEA J005600.55+134035.8 | 00h56m00.560s | +13d40m35.94s | 730.03       |
| 12  | LEDA/PGC 1436093        | 2MASX J00563868+1337401   | 00h56m38.671s | +13d37m39.91s | 883.45       |